# Tiarosporellivora caricina
Tiarosporellivora caricina är en svampart som beskrevs av Punith. 1981. Tiarosporellivora caricina ingår i släktet Tiarosporellivora, divisionen sporsäcksvampar och riket svampar.   Inga underarter finns listade i Catalogue of Life.